# Maybeury (Virginia Occidental)
Maybeury es un lugar designado por el censo ubicado en el condado de McDowell en el estado estadounidense de Virginia Occidental. En el Censo de 2010 tenía una población de 234 habitantes y una densidad poblacional de 54,17 personas por km².

## Geografía
Maybeury se encuentra ubicado en las coordenadas 37°22′15″N 81°21′29″O / 37.37083, -81.35806. Según la Oficina del Censo de los Estados Unidos, Maybeury tiene una superficie total de 4.32 km², de la cual 4.32 km² corresponden a tierra firme y (0.06%) 0 km² es agua.

## Demografía
Según el censo de 2010, había 234 personas residiendo en Maybeury. La densidad de población era de 54,17 hab./km². De los 234 habitantes, Maybeury estaba compuesto por el 51.28% blancos, el 44.44% eran afroamericanos, el 2.56% eran amerindios, el 0% eran asiáticos, el 0% eran isleños del Pacífico, el 0% eran de otras razas y el 1.71% pertenecían a dos o más razas. Del total de la población el 0.43% eran hispanos o latinos de cualquier raza.